# Биссон, Томас
Томас Н. (Ноэль) Биссон (англ. Thomas N. (Noel) Bisson; 30 марта 1931, Нью-Йорк, Нью-Йорк — 28 июня 2025) — американский историк-медиевист, специалист по политической, институциональной и интеллектуальной истории средневековой Европы, в частности Франции и Каталонии. Доктор философии, именной эмерит-профессор Гарварда. 
Член Американской академии медиевистики (1975) и Американского философского общества (1977), членкор Британской академии (1990).
Известен своей статьей «The Feudal Revolution», вышедшей в Past & Present в 1994. Ученик Джозефа Стрейера.
Преподавал в Амхерст- и Суортмор-колледжах, а также в Калифорнийском университете в Беркли. Профессор имени Генри Чарльза Ли в Гарварде. Член Американской академии искусств и наук (1992), членкор Института изучения Каталонии и Reial Acadèmia de Bones Lletres de Barcelona.
Высоко оценил книгу William The Conqueror — авторства Дэвида Бейтса.
Две дочери.
Скончался 28 июня 2025 года.

## Труды
Автор десятка книг.
- Assemblies and Representation in Languedoc in the Thirteenth Century (1964)
- The Medieval Crown of Aragon: A Short History (Clarendon, 1986)
- Cultures of Power: Lordship, Status, and Process in Twelfth-Century Europe (University of Pennsylvania Press, 1995)
- Tormented Voices: Power, Crisis, and Humanity in Rural Catalonia, 1140—1200 (Harvard University Press, 1998)
- The Crisis of the Twelfth Century: Power, Lordship, and the Origins of European Government (Princeton University Press, 2009) {Рец.: , , Warren C. Brown[англ.], Christopher Allmand[англ.], Judith Green (historian)[англ.], , , , , , } — книга недели по версии THE

Соредактор, совместно с Джоном Бентоном, Medieval Statecraft and Perspectives of History: Essays by Joseph Strayer (1971).